# هاربرت ويلسن
هاربرت ويلسن (بالإنجليزية: Herbert Wilson)‏ مواليد 20 مارس 1929 في ويلز - الوفاة 22 مايو 2008 في استيرلينغ، فيزيائي بريطاني، كان أحد أعضاء فريق بحث علمي في كلية كينجز لندن الذين ساهم بحثهم في اكتشاف جزيئات بسلسلة الدنا (حمض نووي ريبوزي منقوص الأكسجين) .